# Гервасій (Линцевський)
Гервасій Линцевський (*початок XVIII ст., село Жуляни — †22 грудня 1769, Київ) — український релігійний діяч доби Гетьманщини, глава Пекінської православної місії в Китаї, архімандрит Пекінського Стрітенського монастиря. 
Єпископ Переяславський і Бориспільський Відомства православного сповідання Російської імперії.

## Біографія
Гервасій Линцевський народився в сім'ї священика. Вищу освіту здобув у Києво-Могилянській академії. Після закінчення навчання наприкінці 1730-х років прийняв чернечий постриг, викладав у класах синтаксими і поетики Києво-Могилянської академії. Водночас — намісник Київського Михайлівського Золотоверхого монастиря.
У 1742 році Линцевського призначено головою Пекінської православної місії в Китаї й архімандритом Пекінського Стрітенського монастиря й відправлено до Москви. У 1743 році місія виїхала з Москви, а у 1745 році прибула до Пекіна. Линцевський прослужив там майже 10 років. У 1755 р. повернувся в Україну і призначений архімандритом Чернігівського Єлецького Успенського монастиря.
У 1757 році архімандрита Чернігівського Єлецького Успенського монастиря висвячено на єпископа Переяславського і Бориспільського. Територія Переяславської єпархії входила тоді до Речі Посполитої.
За Линцевського повернення з унії до православ'я набуло в єпархії широкого розмаху. Щоб затримати цей перехід, польська влада використовувала навіть військову силу. У відповідь почалося повстання православного населення, в придушенні якого брав участь і російський царський уряд. Линцевського звинуватили у підбурюванні православних, у 1768 році його звільнено з посади єпископа і у 1769 р. переведено до Києва, де він і помер. Небіжчика перевезли до Переяслава і поховали в Переяславському Вознесенському соборі.